# Fontaneto d’Agogna
Fontaneto d’Agogna (piemontiul: Fontanèj) település Olaszországban, Piemont régióban, Novara megyében. Lakosainak száma 2579 fő (2023. január 1.). Fontaneto d’Agogna Cavaglietto, Cavallirio, Cureggio, Ghemme, Suno, Borgomanero, Cavaglio d’Agogna, Cressa és Romagnano Sesia községekkel határos.

## Népesség
A település lakossága az elmúlt években az alábbi módon változott:
| Lakosok száma | 2640 | 2651 | 2579 |
|               | 2017 | 2018 | 2023 |